# الکن، آلمان
الکن، آلمان (به آلمانی: Alken, Germany) یک شهرداری در آلمان است که در راینلاند-فالتس واقع شده‌است.

## خصوصیات
الکن ۸٫۰۴ کیلومترمربع مساحت دارد ۸۰ متر بالاتر از سطح دریا واقع شده‌است.